# جرارد هولتز
جرارد هولتز (انگلیسی: Gérard Holtz؛ زادهٔ ۸ دسامبر ۱۹۴۶) روزنامه‌نگار، گوینده اخبار و بازیگر اهل فرانسه است. وی از سال ۱۹۷۲ میلادی تاکنون مشغول فعالیت بوده‌است.
وی همچنین برندهٔ جوایزی همچون لژیون دونور (شوالیه) شده‌است.